# Messagères de guerre
Pour plus de détails, voir Fiche technique et Distribution.
Messagères de guerre (The Six Triple Eight) est un film américain réalisé par Tyler Perry et sorti en 2024. Il s'agit d'une adaptation de l'article Fighting a Two-Front War de Kevin M. Hymel, relatant l'histoire du 6888e bataillon des centres postaux, un bataillon de femmes afro-américaines durant la Seconde Guerre mondiale.
Après une sortie limitée dans certains cinémas américains, le film est diffusé mondialement sur Netflix.

## Synopsis
Durant la Seconde Guerre mondiale, Charity Adams Earley est la première femme afro-américaine à s’enrôler dans la Women’s Army Auxiliary Corps. À cette époque, l'armée américaine est encore en pleine ségrégation raciale. Elle est donc placée dans une compagnie avec d'autres femmes afro-américaines officières et mutée à Fort Des Moines. En 1945, elle est nommée à la tête du 6888e bataillon des centres postaux, une unité entièrement constituée de femmes afro-américaines.

## Fiche technique
Sauf indication contraire, les informations mentionnées dans cette section peuvent être confirmées par la base de données cinématographiques IMDb,  présente dans la section « Liens externes ».
- Titre original : The Six Triple Eight
- Titre francophone : Messagères de guerre
- Réalisation : Tyler Perry
- Scénario : Tyler Perry, d'après l'article Fighting a Two-Front War de Kevin M. Hymel
- Musique : Aaron Zigman
- Décors : Sharon Busse
- Costumes : Karyn Wagner
- Photographie : Michael Watson
- Montage : Maysie Hoy
- Production : Keri Selig, Carlota Espinosa, Tony Strickland, Angi Bones, Nicole Avant et Tyler Perry
- Sociétés de production : Tyler Perry Studios, Mandalay Pictures, Intuition et Her Excellency Productions
- Société de distribution : Netflix
- Budget : N/A
- Pays de production :  États-Unis
- Langue originale : anglais
- Format : couleur - son : DTS
- Genre : drame, historique, guerre
- Durée : 127 minutes
- Dates de sortie[1] :
  - États-Unis : 6 décembre 2024 (sortie limitée en salles)
  - Mondial : 20 décembre 2024 (sur Netflix)
- Classification[2] :
  - États-Unis : PG-13

## Distribution
- Kerry Washington (VF : Marjorie Frantz) : la commandante Charity Adams Earley
- Ebony Obsidian (VF : Aurélie Konaté) : Lena Derriecott King
- Milauna Jackson (VF : Corinne Wellong) : la capitaine Noel Campbell
- Kylie Jefferson (VF : Joy Feldman) : Bernice Baker
- Shanice Shantay (VF : Amélia Ewu) : Johnnie Mae Burton
- Sarah Jeffery (VF : Marion Gress) : Dolores Washington
- Pepi Sonuga (VF : Melissa Berard) : Elaine White
- Moriah Brown : Inez Bright
- Jeanté Godlock : Vera Scott
- Dean Norris (VF : Jean-François Aupied) : le général Halt
- Sam Waterston (VF : Michel Paulin) : le président Franklin Roosevelt
- Susan Sarandon (VF : Béatrice Delfe) : Eleanor Roosevelt
- Oprah Winfrey (VF : Maïk Darah) : Mary McLeod Bethune
- Gregg Sulkin (VF : Gauthier Battoue) : Abram David
- Donna Biscoe (VF : Virginie Emane) : Emma Derriecott
- Baadja-Lyne Odums (VF : Anne-Berangère Palluau) : Susie
- Jeffery Thomas Johnson (VF : Philippe Dumond)  : le colonel Davenport
- Scott Daniel Johnson : le général Lee
- Jay Reeves (VF : Mike Fédée) : Hugh Bell
- Nick Harris (VF : Franck Gourlat) : l'aumônier Clemens
- Eugene H. Russell IV : George, le majordome
- Bill Barrett (VF : Maximilien Seweryn)  : le sergent-chef Hill
- Sarah Helbringer : Mary Kathryn
- Ben Peck (VF : Patrick Bonnel) : George C. Marshall
- Austin Nichols (VF : Cédric Dumond) : le colonel Collins
- Kerry O'Malley (VF : Isabelle Gardien)  : Mildred

 Source et légende : version française (VF) sur RS Doublage

## Production
En décembre 2022, il est annoncé que Tyler Perry va écrire et réaliser le film Six Triple Eight pour Netflix. Le scénario s'inspire d'un article de l'historien Kevin M. Hymel, Fighting a Two-Front War, publié en février 2019 dans le magazine WWII History. En janvier 2023, Kerry Washington, Sam Waterston, Susan Sarandon et Oprah Winfrey sont annoncées dans des rôles majeurs, la première officiant également comme productrice déléguée
Le tournage débute en janvier 2023 à Atlanta. Quelques scènes sont par ailleurs tournées en Angleterre : dans la zone Little Germany à Bradford et au Imperial War Museum Duxford à Duxford en février,. Les prises de vues se déroule également à Cedartown, en Géorgie, fin mars 2023,.

## Sortie et accueil

### Date de sortie
En février 2024, Six Triple Eight est annoncé dans le calendrier des sorties annuelles de Netflix, sans date spécifique,,. En août 2024, le film, désormais titré The Six Triple Eight, est annoncé avec une sortie limitée dans certains cinémas américains le 6 décembre 2024, avant sa diffusion mondiale le 20 décembre 2024 sur Netflix.

## Distinctions
(en) Récompenses pour Messagères de guerre sur l’Internet Movie Database

### Récompenses
- Hollywood Music in Media Awards (en) 2024 : meilleure chanson originale pour The Journey interprétée par H.E.R.
- Celebration of Cinema and Television : Icon Award pour Tyler Perry
- African-American Film Critics Association Awards 2025 : Beacon Award pour Nicole Avant

### Nominations
- Hollywood Music in Media Awards (en) 2024 : meilleure musique de film pour Aaron Zigman
- Oscars 2025 : Meilleure chanson originale pour The Journey